# Titan I
El Martin Marietta SM-68A/HGM-25A Titan I fue el primer misil balístico intercontinental (ICBM) multietapa de Estados Unidos. Incorporando la más moderna tecnología de diseño en el momento en que fue diseñado y construido, el Titan I proporcionó un elemento disuasivo adicional que complementaba al misil SM-65 Atlas de la Fuerza Aérea de los EE. UU. (USAF). Fue el primero de una serie de cohetes Titan, pero fue el único de ellos en emplear LOX y RP-1 como propelentes, mientras que todas las versiones posteriores emplearon combustibles permanentemente almacenables. Aunque el SM-68A estuvo operativo durante solo 3 años, fue un paso importante en la construcción de las fuerzas estratégicas nucleares de la USAF.

## Origen
El programa comenzó en enero de 1955 y se realizó en paralelo con el del misil balístico intercontinental (SM-65/HGM-16) Atlas. La Fuerza Aérea tenía un doble objetivo en el desarrollo del programa Titan: uno, servir como respaldo en caso de que el Atlas fracasase, y segundo, para desarrollar un gran misil de dos etapas con más largo alcance y mayor carga útil que también pudiera servir como lanzador para vuelos espaciales.[cita requerida]
El Titan I fue inicialmente designado XB-68, antes que la USAF comenzara a designar los misiles estratégicos con SM y los misiles tácticos con TM. La designación XB-68 había sido asignada anteriormente a un proyecto de bombardero supersónico que Martin canceló durante la fase de diseño. Tras este cambio su designación pasó a SM-68 y más tarde, sería definitivamente redesignado como HGM-25A.

## Características

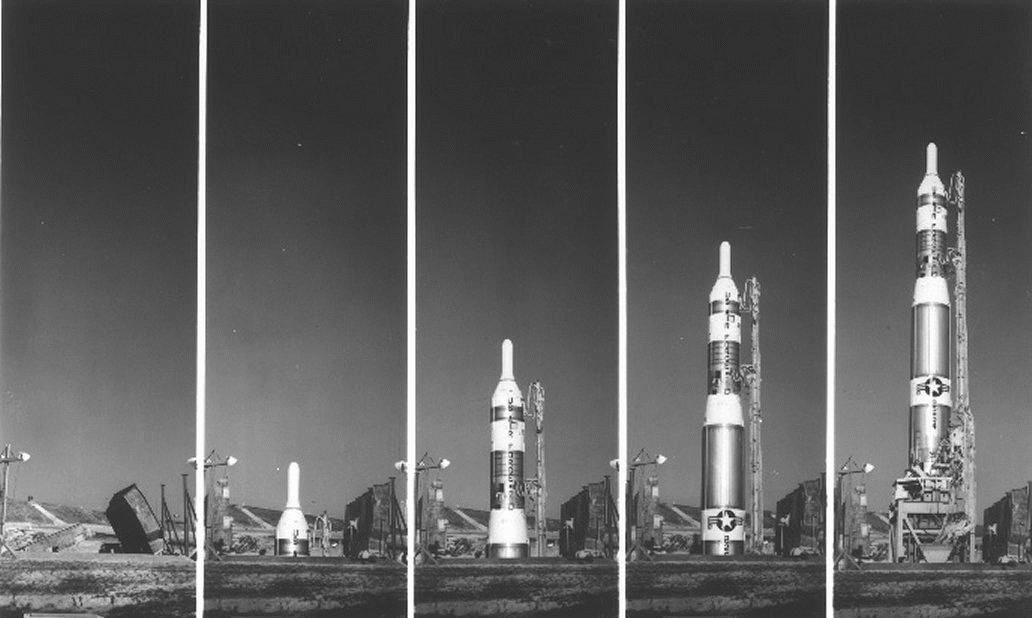
Un misil Titan I emerge de su silo en las instalaciones de prueba del sistema operativo de Vandenberg en 1960.

Producido por la empresa Glenn L. Martin (que se convirtió en "The Martin Company" en 1957), el Titán era un misil de dos etapas de combustible líquido. La primera etapa desarrollaba 1.330 kN de empuje, la segunda etapa 356 kN. El hecho de que el Titan I, al igual que los Atlas, emplearan RP-1 y LOX significaba que el oxidante, por ser criogénico, debía ser cargado en el proyectil justo antes del lanzamiento desde un tanque de almacenamiento subterráneo, y el misil levantado al nivel del suelo mediante un enorme sistema elevador, exponiendo a los misiles durante algún tiempo antes de su lanzamiento. La complejidad del sistema, combinado con su relativamente lento tiempo de reacción  -quince minutos en cargar, levantar y lanzar el primer misil-, lo convertían en un sistema de armas poco eficaz.
El Titan I utilizaba un sistema de guiado por radio. El sistema de guía inercial previsto originalmente para este misil fue instalado finalmente en el misil Atlas E. (La serie Atlas estaba destinado a ser la primera generación de misiles balísticos intercontinentales estadounidenses y el Titan II (a diferencia de Titan I) iba a ser la segunda generación desplegada. Un sistema de guía inercial hubiese permitido al misil, una vez lanzado, guiarse de forma independiente a un destino pre-programado. No se habría basado en continuas señales de radio enviadas desde un emplazamiento en tierra, ni en su capacidad para recibir y reaccionar a tales señales. 
También fue el primer auténtico misil multi-etapa (dos o más etapas). Mientras que en el Atlas, todos los motores cohetes se encendían en el lanzamiento (incluyendo dos pequeños motores de empuje vernier) debido a su naturaleza poco fiable, los motores de la segunda etapa del Titan I eran lo suficientemente fiables para ser encendidos en altura, después de la separación de la primera etapa, sus tanques de combustible, motores, equipos de interfaz de lanzamiento y el anillo de la plataforma de lanzamiento. La capacidad del Titan I de deshacerse de esta masa antes de la ignición de la segunda etapa, significaba que Titán tenía un alcance total mucho mayor (y un mayor alcance por kilogramo de combustible de la segunda etapa) que el Atlas, aunque la carga total de combustible de Atlas era mayor.
El alcance efectivo del Titán era de 5.500 millas náuticas (10.200 km). Cuando la primera etapa terminaba de consumir su propulsor se desprendía con lo que disminuía la masa del vehículo. Esto hacía al misil más eficiente, lo que se traducía en un mayor alcance y una capacidad de carga mayor.
La cabeza de combate del Titán era una AVCO Mk 4, un vehículo de reentrada (RV) con una bomba termonuclear W38 de una potencia de 3,75 megatones, preparada para explotar tanto en el aire como por contacto. El Mk 4 también transportaba señuelos de ayuda a la penetración en la forma de globos de mylar que replicaban la firma de radar del vehículo de reentrada auténtico.

## Posibles vuelos tripulados
El Titán I fue considerado como el primer misil que llevaría a un hombre al espacio. Dos de las empresas respondieron a una "Solicitud de propuesta" de la Fuerza Aérea para el "Proyecto 7969", uno de los primeros proyectos de la USAF para "Poner un hombre en el espacio lo antes posible (Man in Space Soonest, MISS)". Dos de las cuatro empresas que respondieron, Martin y Avco, propusieron utilizar Titan I como refuerzo.